# Stadion Park mladeži
Stadion Park mladeži – wielofunkcyjny stadion w Splicie, w Chorwacji. Obiekt może pomieścić 4075 widzów. Swoje spotkania rozgrywa na nim drużyna RNK Split. Został wybudowany w latach 1949–1955 (choć nie został ukończony) i zainaugurowany jeszcze w trakcie budowy, pod koniec 1954 roku. Przed Igrzyskami Śródziemnomorskimi w 1979 roku, które odbyły się w Splicie wyremontowane zostały pomieszczenia klubowe stadionu. W 1979 roku na obiekcie zainstalowano także maszty oświetleniowe, które przeniesiono ze stadionu Stari plac (grający na nim do tej pory Hajduk Split przeniósł się na nowo powstały stadion Poljud). W ostatnich latach, w związku z szybkim awansem sportowym zespołu RNK Split (klub w latach 2008–2010 przeszedł drogę z 4. ligi do najwyższej klasy rozgrywkowej) dokonano kolejnych modernizacji obiektu.